# Chamaexeros macranthera
Chamaexeros macranthera är en sparrisväxtart som beskrevs av Kuchel. Chamaexeros macranthera ingår i släktet Chamaexeros och familjen sparrisväxter. Inga underarter finns listade i Catalogue of Life.